# Nečín
Nečín är en ort i Tjeckien.   Den ligger i regionen Mellersta Böhmen, i den centrala delen av landet, 50 km söder om huvudstaden Prag. Nečín ligger 445 meter över havet och antalet invånare är 696.
Terrängen runt Nečín är platt åt nordväst, men åt sydost är den kuperad. Runt Nečín är det ganska glesbefolkat, med 42 invånare per kvadratkilometer. Närmaste större samhälle är Příbram, 16,1 km väster om Nečín. I omgivningarna runt Nečín växer i huvudsak blandskog.